# Cristoforo Colombo (opera)
Cristoforo Colombo è un'opera lirica di Alberto Franchetti, su libretto di Luigi Illica. 

## Storia
L'opera fu rappresentata per la prima volta al Teatro Carlo Felice di Genova il 6 ottobre 1892.
Gli interpreti della prima rappresentazione furono:
| Ruolo                            | Interprete          |
| -------------------------------- | ------------------- |
| Cristoforo Colombo               | Giuseppe Kaschmann  |
| Isabella d'Aragona Iguamota      | Elvira Colonnese    |
| Don Fernan Guevara               | Edoardo Garbin      |
| Don Roldano Ximenes              | Francesco Navarrini |
| Marguerite 2° pellegrino         | Antonio Pini-Corsi  |
| Roderigo di Triana 3° pellegrino | Vittorio Arimondi   |
| Matheos 1° pellegrino Diaz       | Giovanni Paroli     |
| Frate 4°cavaliere                | Pietro Mori         |
| 1° cavaliere                     | Attilio Pulcini     |
| 2° cavaliere                     | Felice Foglia       |
| 3° cavaliere Bobita              | Vittorio Cesarotto  |
| Anacoana                         | Giulia Novelli      |
| Bobadilla                        | Raffaele Terzi      |
| Nanyanka Villanella              | Cesarina Renaudo    |

L'orchestra era diretta da Luigi Mancinelli.
La prima mondiale dell'opera, appositamente commissionata dalla città di Genova, fu eseguita in occasione delle Feste Colombiane per il 4º centenario della scoperta dell'America.
La partitura prevede la possibilità di unire il terzo e il quarto atto in uno solo, con brani appositi.
L'opera venne successivamente rappresentata anche al Teatro alla Scala il 26 dicembre dello stesso anno. Tra il 1894 e il 1896 seguirono rappresentazioni a Bologna, Torino, Venezia, Napoli. All'inizio del 1900 il lavoro ebbe un certo numero di allestimenti, anche all'estero, ma in tempi moderni, è stato poco rappresentato, anche per le difficoltà di messa in scena legate alla sua grandiosità. Una rappresentazione ebbe luogo a Francoforte nel 1991, tra i protagonisti Renato Bruson e Roberto Scandiuzzi.
Giuseppe Depanis, nella recensione dello spettacolo di Genova del 1892, apprezzò in modo particolare l'orchestrazione, giudicando «lo strumentale dei primi due atti e dell'epilogo di una varietà di impasti meravigliosa», mentre negli altri atti «la ricerca dell'originalità e del colore locale» avrebbero nuociuto un po' al livello dell'orchestrazione. Tuttavia Depanis notò che «l'estrema famigliarità del maestro colle risorse strumentali lo spinge talvolta ad abusarne», cosicché l'orchestra in qualche occasione tende a soverchiare le voci, anche perché «il maestro non tratta le voci con la stessa perizia con cui tratta gli strumenti». Nell'opera si fa un uso moderato del leit-motiv wagneriano: i temi vengono usati per contraddistinguere i personaggi e ritornano all'occorrenza, ma non «costituiscono l'ossatura dell'edificio». Depanis fece notare soprattutto il secondo atto, che «si svolge in un ambiente marinaresco delizioso. […] Dopo il Wagner nessuno ha espresso magistralmente come lui la poesia del mare».

## Trama
La prima parte narra della scoperta dell'America e si svolge nel 1487 (primo atto) e nel 1492 (secondo atto). La seconda parte narra della conquista e si svolge nel 1503 (terzo e quarto atto) e nel 1506 (epilogo).
Atto primo. Nel cortile nel convento di Santo Stefano a Salamanca si attende il responso del Concilio sulle teorie di Colombo circa la possibilità di andare alle Indie da occidente, attraverso l'Atlantico. Tre Romei cantano la leggenda di san Brandano, e le meraviglie di ignoti lidi lontani. Dal canto suo, il cavaliere Don Roldano Ximenes racconta una leggenda macabra in cui si parla di un mostro immane che divora le navi. Intanto il Concilio esce dal convento e dichiara che le teorie di Colombo sono i sogni di un pazzo. Colombo viene schernito dalla folla aizzata da Roldano, ma Don Fernan Guevara, capitano delle Guardie del Re, lo difende. La folla si disperde e Colombo, avvilito, è preso dal dubbio. La Regina Isabella, uscendo dall’oratorio, lo riconosce e lo conforta narrandogli una visione in cui le apparve la nuova terra da lui scoperta.
Atto secondo. Colombo ha ottenuto tre caravelle per compiere l’audace esplorazione grazie all’intercessione della Regina. Sulla tolda della Santa María l'ago della bussola ha deviato, e ciò suscita in tutti il terrore, ma Colombo riesce a tranquillizzare gli spauriti. Però la lunga navigazione ha creato stanchezza e sfiducia. Roldano ne approfitta per sollevare la ciurma, ma il grido di «terra, terra!» trasforma l'ira in un’entusiastica gioia.
Atto terzo e quarto. Per l'avidità gli Spagnoli stanno uccidendo gli Indiani presso Xaragua, sulle rive del lago sacro. È rimasto ucciso un cacicco, che gli Indiani portano alla sepoltura. La regina Anacoana sa che Roldano congiura contro Colombo e aspetta l’ora della vendetta. Guevara (che si è innamorato della figlia della Regina, Iguamota) annuncia gli ordini di Colombo e infatti arriva una nave dalla quale sbarca Bobadilla. Quest'ultimo che dichiara decaduto dal comando Colombo e lo fa incatenare. Nel frattempo Roldano ha ucciso Anacoana perché non ha voluto testimoniare contro Colombo e gli Indiani levano le loro lamentele in morte della Regina.
Epilogo. A Medina del Campo, Guevara conduce Colombo nell'oratorio con i sepolcri dei Re di Castiglia. Colombo è cadente, distrutto per i dolori e la lunga prigionia sofferta. Guevara andrà dalla regina affinché interceda presso il re e gli renda giustizia. Durante l’assenza di Guevara un corteo di ragazze entra portando fiori su un tumulo, mentre dei frati recitano preghiere. Interrogate le ragazze, Colombo apprende che la Regina vi è sepolta da tre giorni. Questo nuovo grande dolore uccide Colombo che muore fra le braccia di Guevara.

## Discografia
- 1991 - Renato Bruson (Cristoforo Colombo), Roberto Scandiuzzi (Don Roldano Ximenes), Rosella Ragatzu (Isabella D'Aragona), Marco Berti (Don Fernan Guevara), Gisella Pasino (Anacoana), Vicente Ombuena (Matheos), Andrea Ulbrich (Yanika), Rosella Ragatzu (Iguamota), Enrico Turco (Bobadilla), Pierre Lefebvre (Diaz), Fabio Previati (Marguerite), Dalibor Jenis (Il Vecchio) - Direttore: Marcello Viotti - Orchestra della Radio di Francoforte. Coro della Radio di Budapest - Koch-Schwann[5]